# Agrotis miranda
Agrotis miranda là một loài bướm đêm trong họ Noctuidae.